# Nina Ivanišin
Nina Ivanišin és una actriu de cinema i teatre eslovena. Va néixer l'any 1985 a Maribor, Eslovènia. Es va graduar a l'Acadèmia de Cinema i Teatre de Ljubljana (AGRFT).
Ivanišin ha protagonitzat diverses pel·lícules eslovenes i estrangeres i és membre de Ljubljana Slovene National Theatre Drama. Ha guanyat diversos premis per les seves actuacions, entre els quals destaquen la de millor actriu al Festival de Cinema d'Eslovènia (2010, per Piran-Pirano), i al Festival de Cinema de Girona (2012, per Slovenian Girl).
De 2017 a 2019, va aparèixer en 10 episodis de la sèrie de televisió "V Dvoje".